# تينيوجوكي

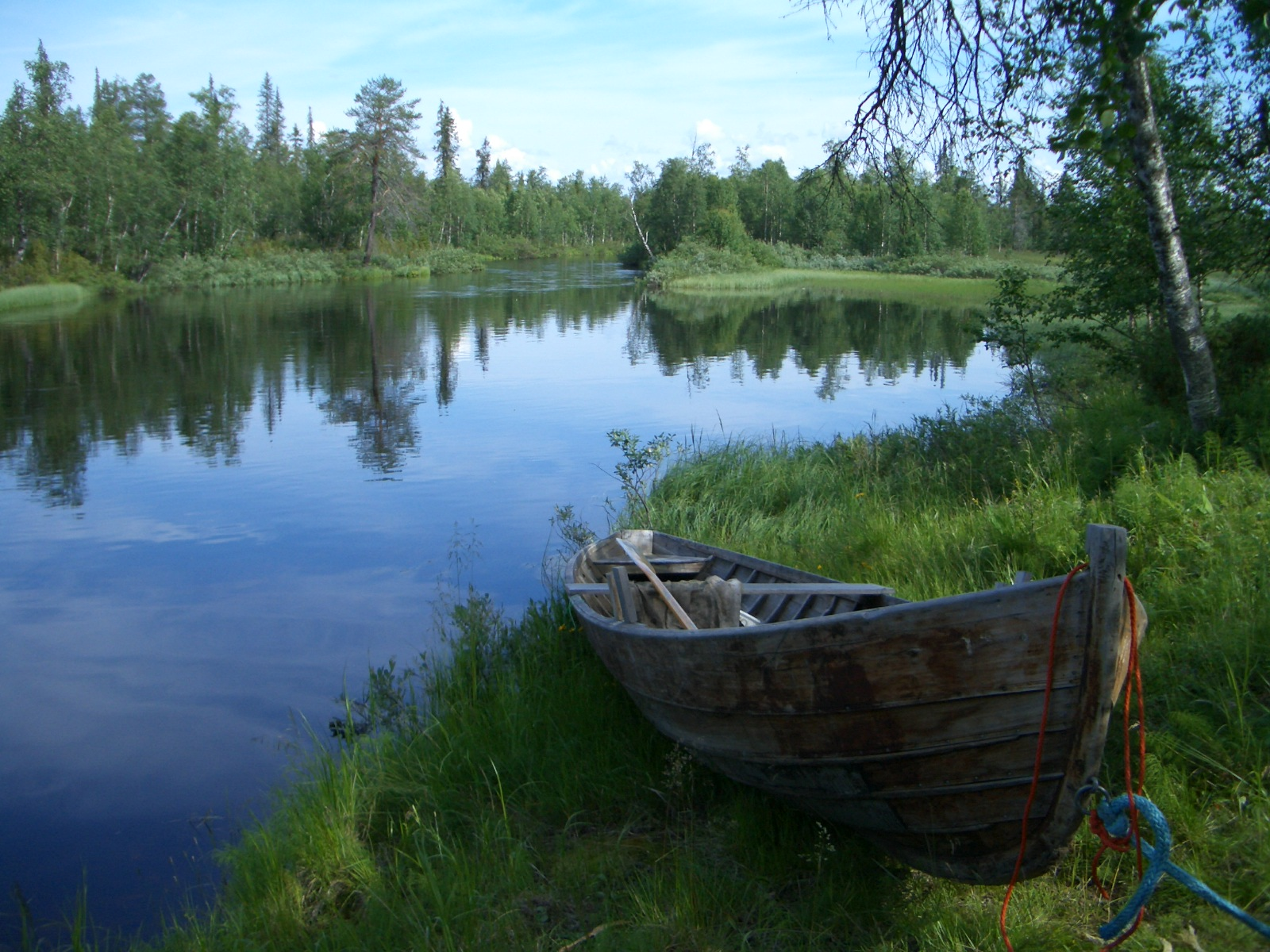
تينيوجوكي

تينيوجوكي هو نهر في روسيا وفنلندا. فإنه يبدأ في مورمانسك أوبلاست في روسيا حيث يتدفق إلى الأراضي الفنلندية في منطقة لابلاند. هو أحد روافد كيميجوكي واحد من روافده هو نهر كيولايوكي الذي يبدأ أيضا على الجانب الروسي من الحدود وينتهي في فنلندا.
النهر يبلغ طوله 73 كم (45 ميل) مساحة مستجمعات المياه له هي 725 كيلو متر مربع (280 ميل مربع). ويبدأ في منطقة المستنقعات التي تقرب سفوح جبل منكيلمنتوري.
‌